# Roman Totenberg

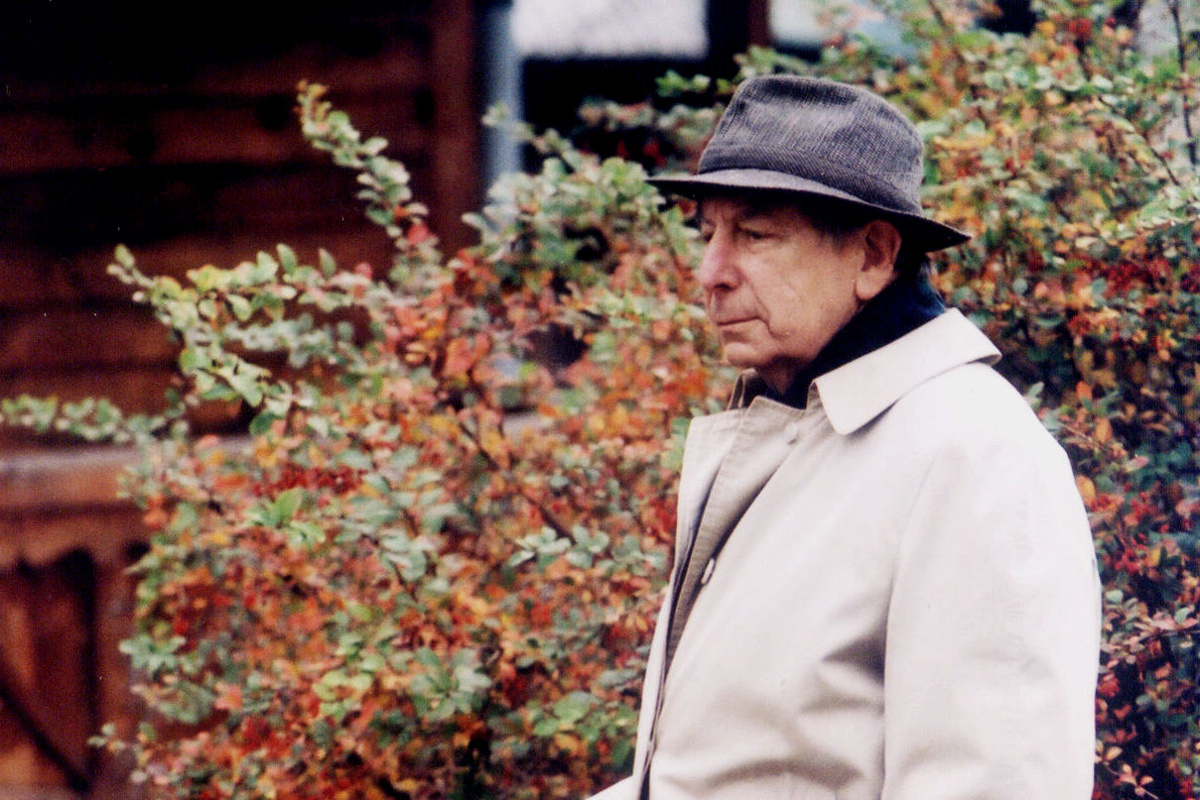
Roman Totenberg

Roman Totenberg (Łódź, 1º gennaio 1911 – Newton, 8 maggio 2012) è stato un violinista statunitense di origine polacca.

## Biografia
Roman Totenberg nacque a Łódź, in Polonia. Trascorse la sua infanzia a Mosca e debuttò all'età di undici anni. Tornato a Varsavia nel 1921, studiò con Mieczyslaw Michalowicz. Nel 1929 continuò gli studi a Berlino con Carl Flesch. Nel 1932 si trasferì a Parigi, per studiare con George Enescu. Intrapresa la carriera concertistica, nel 1935 debuttò a Londra e subito dopo a Washington. Nel 1938, all'età di 27 anni, emigrò negli Stati Uniti.
Ha suonato sotto eminenti direttori tra cui Leopold Stokowski, Kubelik, Szell, Rodzinski, Grzegorz Fitelberg, Jochum, Rowicki, Krenz, Pierre Monteux, Wit, Steinberg e Vladimir Golschmann. In recital è apparso alla Casa Bianca, Carnegie Hall, alla Biblioteca del Congresso, al Metropolitan Museum of Art, e in molte città americane ed europee. Ha partecipato ai più importanti festival musicali. Oltre all'attività concertistica, Totenberg è stato professore all'Università di Boston, al Conservatorio di Peabody, all'Accademia di Musica ad Aspen; al Mannes College of Music e alla Longy School of Music di Cambridge (Massachusetts). 
Nel corso della carriera, Totenberg fece uso non solo dell’arco tradizionale ma anche di un nuovo modello di arco, il cosiddetto ‘arco curvo’, soprattutto nel repertorio bachiano.
Totenberg ha suonato su diversi violini; uno degli strumenti preferiti era lo Stradivari “Ames” (1734), che acquistò nel 1943.  Fu rubato dal suo ufficio nella Longy School of Music di Cambridge (Massachusetts) dopo un concerto nel maggio 1980. Totenberg è morto nel 2012 all’età di 101 anni a Newton nel Massachusetts.
Nel 2015 lo Stradivari rubato fu recuperato ed è stato restituito alle figlie di Totenberg.